# 菲利波·曼努奇
菲利波·曼努奇（義大利語：Filippo Mannucci，1974年7月20日—），意大利男子赛艇运动员。他曾代表意大利参加世界赛艇锦标赛，获得四枚金牌，均来自男子轻量级四人双桨项目。